# Động đất Hokkaidō 2018
Động đất Hokkaidō 2018 (北海道胆振東部地震 Hokkaidō Iburi tōbu jishin) là trận động đất xảy ra vào lúc 03:08 (JST), ngày 6 tháng 9 năm 2018. Trận động đất có cường độ 6,6 Mw, tâm chấn độ sâu khoảng 35 km. Trận động đất đã làm 41 người chết, 691 người bị thương.

## Thang địa chấn
| JMA | Địa điểm |
| --- | --- |
| 7   | Atsuma |
| 6+  | Abira, Mukawa |
| 6-  | Sân bay Chitose mới, Hidaka, Biratori                                                                                    |
| 5+  | Sapporo, Tomakomai, Ebetsu, Mikasa, Chitose, Eniwa, Naganuma, Shinhidaka                                                 |
| 5-  | Hakodate, Muroran, Iwamizawa, Noboribetsu, Date, Kitahiroshima, Ishikari, Shinshinotsu, Nanporo, Yuni, Kuriyama, Shiraoi |